# 井上達三
井上 達三（いのうえ たつぞう、1877年〈明治10年〉8月29日 - 1950年〈昭和25年〉）は、日本の陸軍軍人。最終階級は陸軍中将。
井上成美海軍大将の実兄。妻は荒城二郎海軍中将（海兵29期、米内光政海軍大将とクラスメートかつ親友）の妹。井上達三の家族関係については、井上成美#親族を参照。
本記事の出典は、特記ない限り、井上成美伝記刊行会編著 『井上成美』 井上成美伝記刊行会、1982年（昭和57年）、17-19頁。

## 経歴
宮城県仙台に生まれる。小学校時代は山梨勝之進海軍大将と同級。
東北学院を経て、陸軍士官学校に進んだ。士官候補生（士候）11期、1899年（明治32年）11月卒業。陸軍砲兵少尉に任官。士候11期の著名な同期生には、寺内寿一元帥、多門二郎中将［両名とも陸軍大学校（陸大）21期］がいる。
井上は、陸大を卒業せず、人事慣例で陸大卒と同等とみなされる資格（後述）も有しない「無天組」ながら、臼砲・要塞砲の開発に寄与した重砲の権威で、少将として重砲兵学校長を務め、1932年（昭和7年）12月7日に中将に進級すると同時に輜重兵監に補され、1935年（昭和10年）8月1日まで同職を務めた。
井上が畑違いの輜重兵監に補されたのは、輜重兵出身者の人材不足を補うためだった。井上は、輜重には素人ながら人格識見の卓越した教育家であったが、輜重兵出身者はなかなか納まらず、大臣官邸に座り込みをするなど騒いだ一幕もあった。
帝国陸軍では、陸大卒業者は、それまでの実績に基づく序列にかかわらず、陸士同期生の最右翼に置かれる特権的待遇を受け、他の陸士同期生を引き離して昇進した。また、砲工学校高等科優等卒業者、国内外の大学に派遣されて学位ないし工学士・理学士等の学士号を得た者は、陸軍の人事慣例上、陸大卒同等とみなされた。
陸軍史上、技術系の要職を歴任して大将に親任された「技術将校たる陸軍大将」は4名いる（士官生徒9期 田中弘太郎、士候5期 吉田豊彦、士候7期 緒方勝一、士候11期 岸本綾夫）。うち、緒方は「陸大卒業者・砲工学校高等科優等卒業者・学位ないし学士号保有者」の三要件のいずれにも該当しない「無天組」であった。同じく「無天組」の技術将校であった井上は、大将親任には至らなかったが、緒方に準じた処遇を受けて中将に昇ったと思われる。
士候11期で、陸大卒業者以外で中将に進級した者は、井上を含めて7名いた。
うち2名（東京帝国大学造兵学科卒業の岸本綾夫【1936年（昭和11年）8月1日に大将に親任される】、砲工学校高等科優等卒業の勝野正夫）は、「陸大卒同等とみなされた資格」を有する技術将校であり、陸大卒の寺内と多門に1年遅れるだけの1930年（昭和5年）8月1日に中将に進級した。
士候11期の陸大卒業者以外の中将進級は、井上を含む3名が1932年（昭和7年）12月7日に進級したのが最後であった。
1935年（昭和10年）8月1日に待命となり、同月28日予備役に編入された。その後法政大学総長竹内賀久治（陸士11期中退）の招きにより1943年（昭和18年）9月から法政大学第二中学校（旧制）の校長（第2代）を務め、さらに1945年1月から法政大学航空工業専門学校主幹（校長代行）、同年6月から法政大学予科長も兼務した。
しかし敗戦の翌月、井上は突如として法大から放逐された。その理由について野上豊一郎は妻に宛てた手紙の中で次のように述べている。
1947年（昭和22年）11月28日、公職追放仮指定を受けた。

## 栄典
位階
- 1925年（大正14年）10月15日 - 正五位[16]

勲章等
- 1940年（昭和15年）8月15日 - 紀元二千六百年祝典記念章[17]